# Feuguerolles-Bully
Feuguerolles-Bully (fø.ɡə.ʁɔl.by.liⓘ) es una población y comuna francesa, situada en la región de Baja Normandía, departamento de Calvados, en el distrito de Caen y cantón de Évrecy.

## Demografía
| 580 | 566 | 612 | 904 | 1105 | 1125 |
| Para los censos de 1962 a 1999 la población legal corresponde a la población sin duplicidades (Fuente: INSEE [Consultar]) |     |     |     |      |      |